# Za Jeziorem (Motycze Szlacheckie)
Za Jeziorem – część wsi Motycze Szlacheckie położona w Polsce,  w województwie podkarpackim, w powiecie stalowowolskim, w gminie Zaleszany.
W latach 1975–1998 Za Jeziorem należało administracyjnie do województwa tarnobrzeskiego.